# Painho-de-matsudaira
O painho-de-matsudaira (Hydrobates matsudairae) é uma espécie de ave marinha da família Hydrobatidae.
Pode ser encontrada nos seguintes países: Austrália, Ilha Christmas, Indonésia, Japão, Quénia, Seychelles e Somália.